# JUDY AND MARY 15th Anniversary Tribute Album
『JUDY AND MARY 15th Anniversary Tribute Album』（ジュディ・アンド・マリー　フィフティーンス・アニバーサリー・トリビュート・アルバム）は、オムニバスによるJUDY AND MARYのトリビュート・アルバム。2009年3月18日発売。発売元はEPIC RECORDS。　

## 解説
JUDY AND MARYデビュー15周年記念の一環として発売された。ジャケットは平野文子によるデザイン。初回生産盤は三方背スリーブ仕様＋15周年ロゴTシャツプレゼント応募ハガキ封入。
オフィシャルサイトの楽曲解説をナイツが担当した。
ブランド「NORMAL」によりノベルティTシャツが制作されている（参照:normal）。

## 収録曲
1. クラシック / いきものがかり (3:40)
作詞：Tack and Yukky　作曲：TAKUYA
10thシングル曲、アルバム「THE POWER SOURCE」収録曲
2. mottö / PUFFY (3:05)
作詞：Tack and Yukky　作曲：TAKUYA
20thシングル曲、アルバム「WARP」収録曲
3. Over Drive / mihimaru GT (4:10)
作詞：YUKI　作曲：TAKUYA
7thシングル曲、アルバム「MIRACLE DIVING」収録曲
後にmihimaru GTのシングル「Switch」にも収録された。
4. 散歩道 / 奥田民生 (5:13)
作詞：YUKI　作曲：五十嵐公太
14thシングル曲、アルバム「POP LIFE」収録曲
5. RADIO / 半沢武志 (FreeTEMPO) (4:32)
作詞：Tack and Yukky　作曲：TAKUYA
4thシングル曲、アルバム「ORANGE SUNSHINE」収録曲
6. Brand New Wave Upper Ground / school food punishment[1] (4:21)
作詞：YUKI　作曲：TAKUYA
18thシングル曲、アルバム「WARP」収録曲
7. ラッキープール / HALCALI (4:16)
作詞：Tack and Yukky　作曲：TAKUYA
21stシングル曲、アルバム「WARP」収録曲
8. DAYDREAM / SCANDAL (4:02)
作詞：YUKI　作曲：恩田快人
3rdシングル曲、アルバム「J・A・M」収録曲
9. Happy? / 木村カエラ (3:46)
作詞：YUKI　作曲：TAKUYA
アルバム「THE POWER SOURCE」収録曲
10. そばかす / 中川翔子 (4:01)
作詞：YUKI　作曲：恩田快人
9thシングル曲、アルバム「THE POWER SOURCE」収録曲
11. ミュージック ファイター / ミドリ (3:21)
作詞：Tack and Yukky　作曲：TAKUYA
15thシングル曲、アルバム「POP LIFE」収録曲
12. LOVER SOUL / 大塚愛 (6:38)
作詞：YUKI　作曲：TAKUYA
13thシングル曲、アルバム「POP LIFE」収録曲
13. KYOTO / シギ (4:51)
作詞・作曲：TAKUYA
アルバム「MIRACLE DIVING」収録曲
14. 小さな頃から / スネオヘアー (6:24)
作詞：YUKI　作曲：恩田快人
6thシングル曲、アルバム「ORANGE SUNSHINE」収録曲
15. ドキドキ / 真心ブラザーズ (4:27)
作詞：YUKI　作曲：恩田快人
8thシングル曲、アルバム「MIRACLE DIVING」収録曲

## 演奏
- 吉岡聖恵：Vocal & Background Vocal (#1)
- 水野良樹：Electric Guitar (#1)
- 山下穂尊：Acoustic Guitar & Harmonica(#1)
- 城戸紘志：Drums (#1)
- 山崎英明 (School Food Punishment)：Bass (#1.6)
- 江口亮 (Stereo Fabrication of Youth)：Arrangement, All Other Instruments & Programming (#1)
- PUFFY (大貫亜美・吉村由美)：Vocal & Background Vocals (#2)
- 中村達也：Drums (#2)
- 上田ケンジ：Arrangement, Bass (#2.13)
- 西川進
  - Electric Guitar (#2)
  - Guitar (#13)
- hiroko：Vocal (#3)
- miyake：Arrangement, Voice (#3)
- 守尾崇：Arrangement, Programming (#3)
- 笠原直樹：Bass (#3)
- 養父貴：Guitar (#3)
- DJ NON：DJ (#3)
- 奥田民生：Vocal, All Instruments (#4)
- 半沢武志 (FreeTEMPO)：All Instruments & Programming, Mix (#5)
- SAWA： Vocal (#5)
- 内村友美：Vocal, Guitar, Vocoder (#6)
- 蓮尾理之：Keyboards (#6)
- 比田井修：Drums (#6)
- HALCALI：Vocal (#7)
- KOHEI JAPAN (MELLOW YELLOW)：Arrangement, Programming (#7)
- HARUNA：Vocal & Guitar (#8)
- MAMI：Guitar & Vocal (#8)
- TOMOMI：Bass & Vocal (#8)
- RINA：Drums & Vocal (#8)
- イイジマケン：Arrangement (#8)
- 木村カエラ：Vocal (#9)
- AxSxE：Programming, Guitar (#9)
- 山本昌史：Wood Bass (#9)
- 石橋英子：Piano, Marimba, Flute (#9)
- 中川翔子：Vocal & Backing Vocals (#10)
- SiZK：Programming & All Other Instruments (#10)
- 篤志：Guitar (#10)
- 小銭喜剛：ドラム (#11)
- 後藤まりこ：ギターと歌 (#11)
- ハジメ：鍵盤 (#11)
- 岩見のとっつぁん：ベース (#11)
- 加茂啓太郎、清水浩、浅野ゆい：コーラス (#11)
- 大塚愛：Vocal & Piano (#12)
- シギ：Vocal (#13)
- MASUO：Drums (#13)
- 浦清英：Keyboards (#13)
- スネオヘアー：Vocal & Guitar (#14)
- 高野勲：Hammond Organ (#14)
- 原"GEN"秀樹 (NORTHERN BRIGHT)：Drums (#14)
- 田中貴：Bass (#14)
- YO-KING：Vocal, 口笛 (#15)
- 桜井秀俊：Arrangement, Guitar (#15)
- 須貝直人：Drums (#15)
- 上野一郎：Bass (#15)
- 小川文明：Keyboards, 口笛 (#15)
- うつみようこ：Chorus (#15)
- 上石統、西岡ヒデロー：Trumpet (#15)
- 首藤晃志：Alto Sax, 口笛 (#15)
- 宇田川寅蔵：Tenor Sax, Baritone Sax (#15)